# زينل خان شاملو
زَيْنَلْ بِكْ البِكْدِلِي شَامْلُو (بالفارسية: زینل بیگ بیگدلی شاملو) (وفاتُه 6 ذو الحجة 1039هـ المُوافق فيه 26 تموز (يوليو) 1630م) الشَّهير اختصارًا بِـ«زينل خان شاملو» هو من أكبر النُبلاء في الدولة الصفويَّة ومن القادة العسكريين العُظماء لدى الشَّاه عباس الأكبر، قلَّده الشَّاه حُكم الري تكريمًا لهُ وتولَّى لاحقًا «وكالة الديوان». عقب وفاة الشَّاه تولَّى إدارة البلاد مع سُلطان العُلماء الآملي وعيسى خان القورچي وهُمُ الذين كتبوا وصيَّة الشَّاه عباس الأكبر وختموها ومهَّدوا الطَّريق أمام الشَّاه صفي لِلجُلُوس على عرش الدولة الصفويَّة.

## انظُر أيضًا
- اللهوردي خان
- إمام قلي خان
- قرجغاي خان